# Brunnenengel

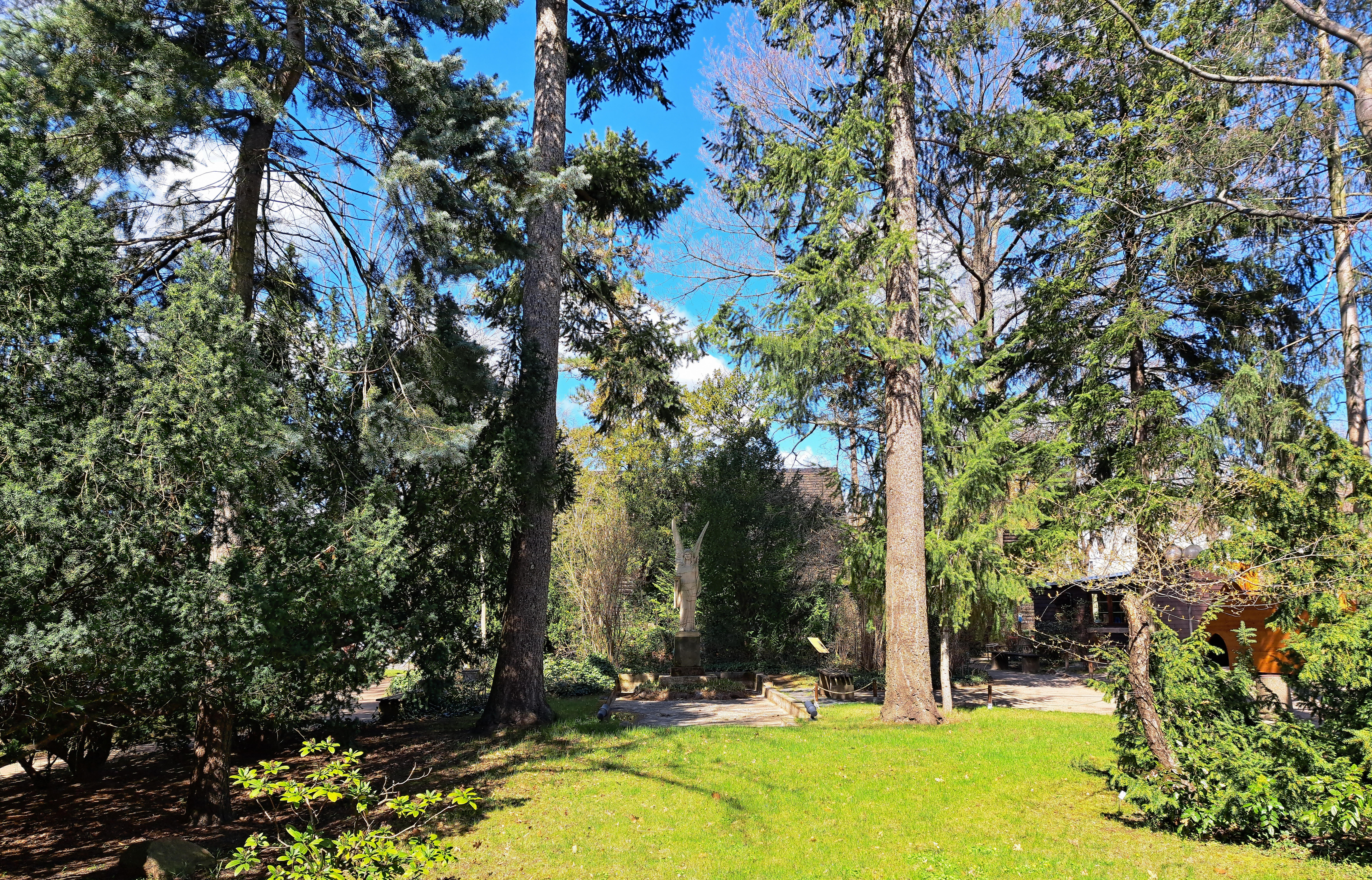
Brunnenengel

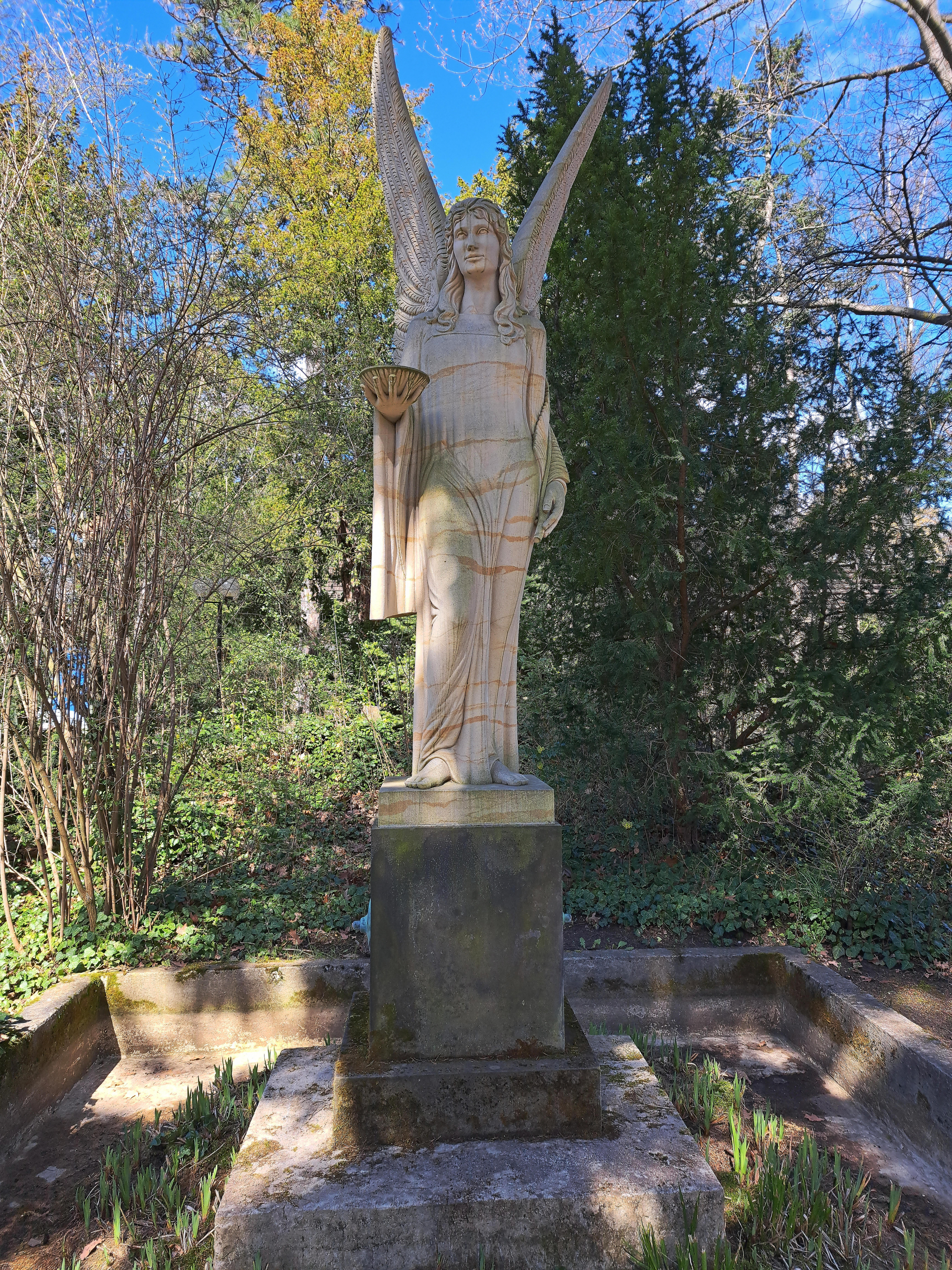
Brunnenengel

Die historische Brunnenskulptur Brunnenengel auf dem Gelände des Karl-May-Museums in Radebeul symbolisiert Karl Mays pazifistisches und mystisches Alterswerk. Sie hatte bis zur Demontage 1974 den weitläufigen Museumspark geziert. Anlässlich des 90. Gründungstages des Karl-May-Museums am 1. Dezember 2018 wurde die imposante Engelsfigur mit ihrem Wasserspiel originalgetreu vom Steinbildhauer Marcus Faust im Auftrag der Bildhauerwerkstatt Hempel aus Dresden neu geschaffen. Seither ruht sie wieder auf ihrem Sockel am Museumsteich.

## Brunnenengelsskulptur
Bei dem 2,70 Meter neuen großen Brunnenengel handelt es sich um das Geburtstagsgeschenk der Karl-May-Stiftung zum runden Jubiläum. Es wurden 80.000 Euro durch Spenden gesammelt. Denn der Engel bedeutet stellvertretend für das Spätwerk von Karl May als bekennender Anhänger der Friedensbewegung wie auch in seinen letzten Romanen Ardistan und Dschinnistan Brunnen mit engelsförmigen Figuren geschmückt beschrieben wurden. Zum Thema Engelsfiguren und Wasser beschreibt May die trockene Wüste Ardistan im Gegensatz zum fruchtbaren Land Dschinnistan mit edlen Menschen als gütige tolerante, friedensliebenden und idealen Typen. In den Büchern herrscht das Thema der Weltfriedensanschauung und als Glaubensgleichnis steht für das Symbol ein Brunnenengel.

## Geschichte
Mit dem Brunnenengel wollte Klara May an ihren Mann Karl May erinnern. Vorbild war Karl Mays Brunnenengel aus dem Roman Ardistan und Dschinnistan (Die Sage vom Maha-Lama-See), der wiederum an Mays Glauben an Schutzengel erinnert. Im Jahr 1918 wurde der Dresdner Bildhauer und Professor an der Dresdner Kunstakademie Paul Peterich von Klara May, der Gattin, beauftragt eine Friedensengel-Brunnenskulptur nach zuvor gefertigten Entwürfen anzufertigen. In den Jahren von 1918 bis zur Aufstellung des Brunnenengels im Jahr 1920 fertigte der Bildhauer diese monumentale und symbolisierende große Skulptur aus Postaer Sandstein in seiner Werkstatt in Dresden. Karl Mays Freund Sascha Schneider schrieb am 25. Oktober 1918 an Klara May: Mir gefällt der große Engel mit der Schale in der Hand ganz ausgezeichnet, und ich habe Peterich zu dieser Figur geraten. Es wird ein großes, schönes Opus, das unseres lieben Karl May würdig ist und auch den Künstler in seiner ganzen Eigenart repräsentiert. Mit einer Festveranstaltung wurde der Brunnenengel als Friedenssymbol geweiht. Die Figur überdauerte den Krieg und die Anfänge der kommunistischen Diktatur. Im Jahr 1974 schlugen Unbekannte die rechte Hand, den Kelch haltend, ab und richteten weiteren Schaden an. Kurz danach wurde die Figur vom Sockel am Brunnen entfernt. Erst 44 Jahre später konnte wiederum ein Auftrag zur Neuanfertigung der Brunnenskulptur gestellt werden. Diese wurde vom Steinbildhauer Marcus Faust in der Bildhauerwerkstatt Hempel in Dresden auf der Wehlener Straße neu geschaffen. Seit dem 15. November 2018 ruht der Brunnenengel wieder auf seinem Sockel am Museumsteich. Die Vorlage dazu erarbeitete Romy Kumann aus historischen Fotos und Ansichten. Sie schuf den Engel als Gipsfigur und diese diente letztlich als Vorlage für den Bildhauer. Wie damals erfolgte auch mit der neu gefertigten Brunnenskulptur Friedensengel eine Festveranstaltung mit der feierlichen Enthüllung und Weihe.